# مطار هويزهو بينجتان
مطار هويزهو (بالإنجليزية: Huizhou Airport)‏ و(بالصينية: 惠州机场) (إياتا: HUZ، إيكاو: ZGHZ) مطار عسكري/عام يقع بمدينة Pingtan في Huiyang District في الصين. يبلغ طول المدرج 2400 م .

## شركات الطيران والوجهات
| شركـات طيـران          | الوجهات |
| ---------------------- | --- |
| طيران الصين            | مطار بكين العاصمة الدولي، مطار تشنغدو تيانفو الدولي، مطار شانغهاي بودنغ الدولي |
| خطوط شرق الصين الجوية  | مطار تشنغدو تيانفو الدولي، مطار تشونغتشينغ جيانغبى الدولي |
| خطوط جنوب الصين الجوية | مطار بكين داشينغ الدولي، مطار فوتشو تشانغله الدولي، مطار نانشونغ غاوبينغ، مطار جينجيانغ تشيوانتشو، مطار أورومتشي الدولي، مطار ووهان الدولي، مطار تشنغتشو الدولي |
| China United Airlines  | مطار بكين داشينغ الدولي، مطار شينغي، مطار تشيانغ مينغانغ |
| Chongqing Airlines     | مطار تشونغتشينغ جيانغبى الدولي، مطار ساني ليجيانغ، مطار لوئهو يونلونغ، مطار ووهان الدولي، مطار نانيانغ يانتشنغ، مطار ينتشوان خه دونغ |
| طيران جي إكس           | مطار ييتشانغ سانشيا |
| خطوط جونياو الجوية     | مطار تشانغتشون الدولي، مطار تشانغشا هوانغوا الدولي، مطار تشيفنغ يولونغ، مطار قوييانغ لونغدونغابو الدولي، مطار هانغتشو شياوشان الدولي، مطار هاربين الدولي، مطار حيفي شينكياو الدولي، مطار نانجينغ الدولي، مطار شانغهاي بودنغ الدولي، مطار تاييوان وسو الدولي، مطار ووهان الدولي، مطار سنن شوفانغ الدولي، مطار يويانغ، مطار تشانغجياجيه هيهوا، مطار تشنغتشو الدولي |
| Kunming Airlines       | مطار كونمينغ جانغشوي الدولي |
| خطوط شينزين الجوية     | مطار حيفي شينكياو الدولي، مطار لانتشو تشونغ تشوان، مطار نانجينغ الدولي، مطار نانينغ الدولي، مطار شنيانغ الدولي، مطار ووهان الدولي، مطار سنن شوفانغ الدولي، مطار شيان شيانيانغ الدولي، مطار تشنغتشو الدولي |
| خطوط سيتشوان الجوية    | مطار تشنغدو تيانفو الدولي |
| خطوط تيانجين الجوية    | مطار هايكو ميلان الدولي، مطار ونزهو يونجقيانج الدولي، مطار ووهان الدولي |

## وصلات خارجية
- http://www.flightstats.com/go/Airport/airportDetails.do?airportCode=HUZ